# Largs
Largs is een plaats (burgh) in het Schotse bestuurlijke gebied North Ayrshire en telt 11.030 inwoners. Largs ligt op 53 km van Glasgow, en is een badplaats met een pier aan de Firth of Clyde. De plaats vermarkt zichzelf met de historische banden met de vikingen en het jaarlijkse festival in september. In 1263 was het de locatie van de Slag bij Largs tussen het leger van Noorwegen en het koninkrijk Schotland.
De plaats heeft een eindstation aan de Ayrshire Coast Line naar Glasgow. Het station ligt niet ver van de locatie waar de veerdienst naar Great Cumbrae vertrekt. Door de stad loopt de A78 naar Greenock, Three Towns, en Irvine. Aan de zuidkant van Largs start de A760 naar Kilbirnie en Lochwinnoch.

## Geboren
- John Sessions (1953-2020), acteur en komiek
- Sam Torrance (1953), golfer

## Overleden
- William Thomson (1824-1907), natuurkundige

## Partnerstad

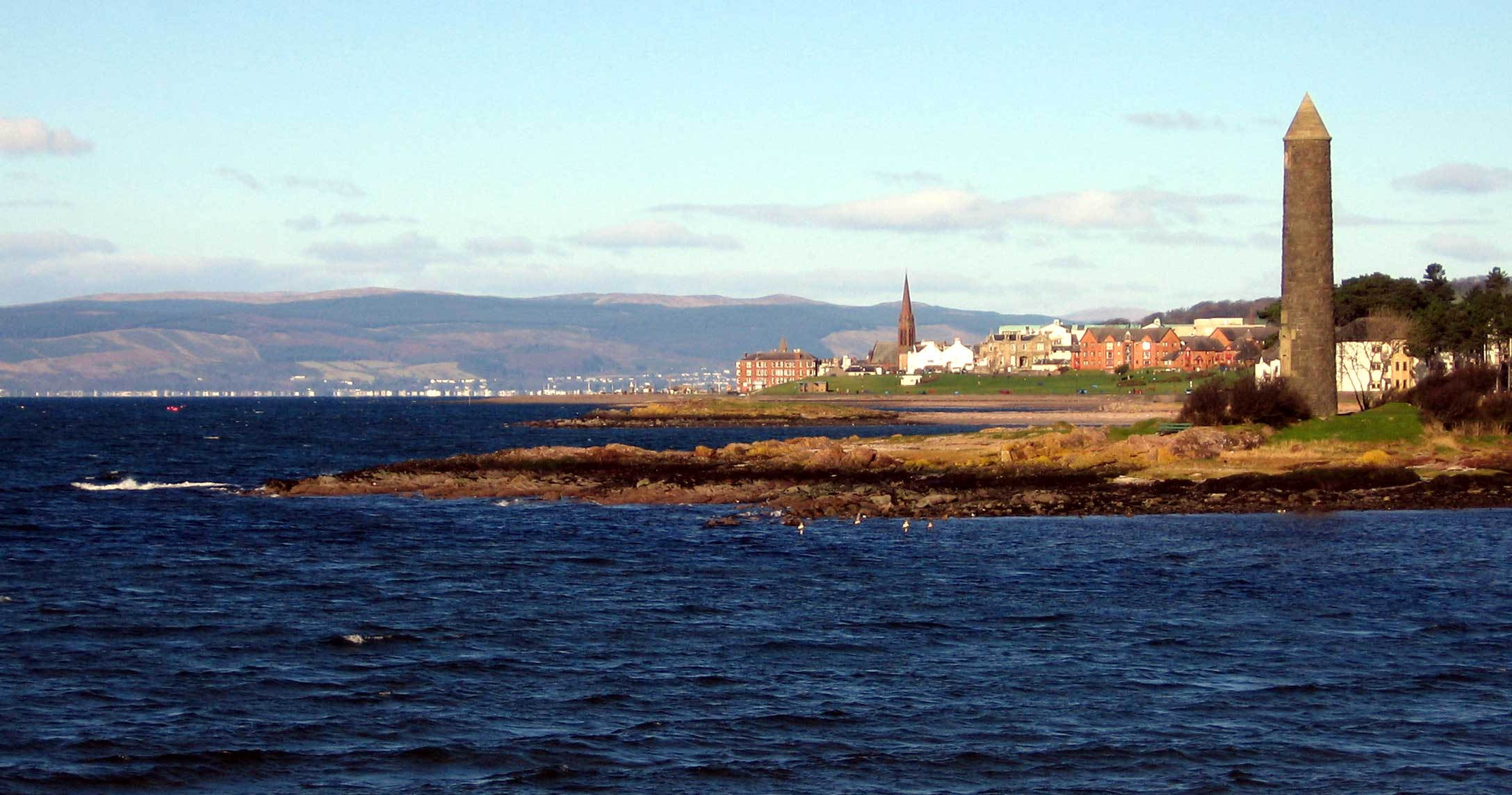
Monument in Largs

- Andernos-les-Bains